# Rodrigo Prieto
Rodrigo Prieto, född 23 november 1965 i Mexico City, är en mexikansk filmfotograf.

## Filmografi (i urval)
- 2001 – Original Sin
- 2002 – Ten Tiny Love Stories
- 2002 – Frida
- 2002 – 8 Mile
- 2002 – 25th Hour
- 2003 – 21 gram
- 2004 – Alexander
- 2005 – Brokeback Mountain
- 2006 – Babel
- 2007 – Lust, Caution
- 2009 – State of Play
- 2010 – Wall Street: Money Never Sleeps
- 2010 – Biutiful
- 2011 – Water For Elephants
- 2012 – Argo
- 2013 – The Wolf of Wall Street
- 2014 – The Homesman
- 2016 – Passengers
- 2016 – Silence
- 2019 – The Irishman
- 2023 – Barbie
- 2023 – Killers of the Flower Moon